# Pankará
Die Pankará sind ein indigenes Volk Brasiliens, das in den Arapuá- und Cacaria-Bergen in der Gemeinde Carnaubeira da Penha im brasilianischen Bundesstaat Pernambuco lebt. Es sind etwa 2500 Menschen.

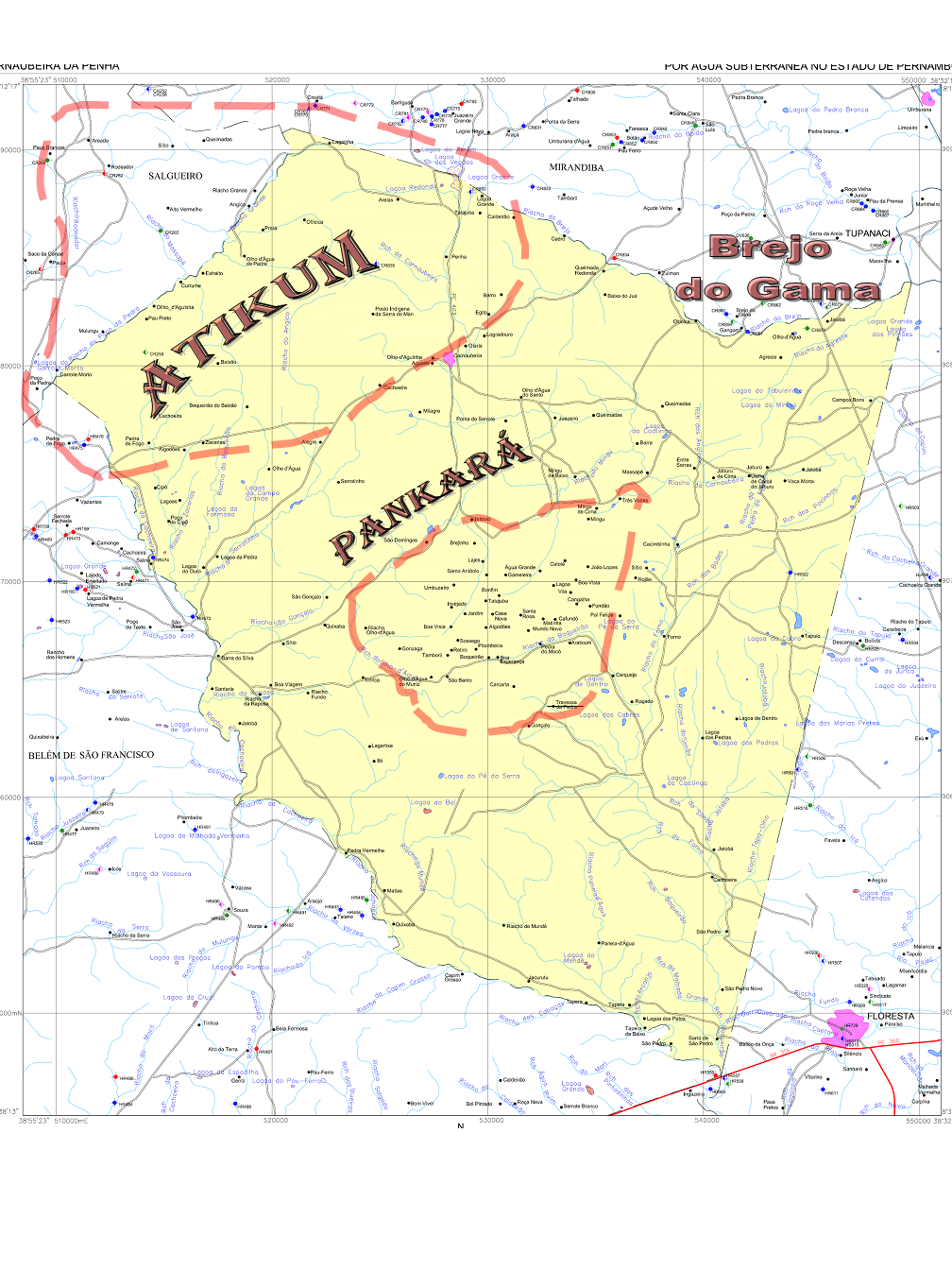
Karte der von indigenen Völkern bewohnten Gebiete in der Gemeinde Carnaubeira da Penha und Umgebung

Bis 2003 hatten sie Namen wie Caboclos („Mischlinge“), tronco velho („alter Baumstamm“), pego a dente de cachorro („vom Hundezahn erwischt“) usw. Als sie Anfang 2003 ihren Prozess der sozialen und ethnischen Neuordnung begannen, nahmen sie den Namen Pankará an, durch die Bewegung der „Lichtelfen“ (Encantados de Luz), einer der Umbanda ähnlichen Religion, mit ihren Toré-Ritualen. Die Indigenen der Gegend verdienten sich ihren Lebensunterhalt größtenteils mit Tabakanbau. Im Ritual hatte der Tabak den Namen Paká, und die Teilnehmer brachten ihn in einem Beutel namens Ará. Der Name Paká-ará („Tabakbeutel“) wurde zum Namen der Tabakbauern von Carnaubeira, die meistens Indigene waren. Unter der Bezeichnung Pankará nahmen sie im Mai 2003 am 1. Nationalen Treffen der Menschen, die für ihre ethnische und territoriale Anerkennung kämpfen, teil. Dieses wurde vom Cimi (Indigener Missionsrat) in der Gemeinde Olinda in Pernambuco, veranstaltet.

„In der Zeit unserer Vorfahren hießen sie Pakará und nicht Pankará, denn als die Lichtelfen kamen, förderten sie das Leben der Pakará. Das liegt daran, dass die Indianer viel Tabak anpflanzten, und während des Toré hatte der Tabak den Namen Paká, und sie brachten ihn in einem Beutel namens Ará, damit wir ihn im Quaqui rauchen konnten.“

Lage der Gemeinde Carnaubeira da Penha im Bundesstaat Pernambuco

Wie die anderen indigenen Völker der Region, mit Ausnahme der Fulni-ô, sind die Pankará portugiesischsprachig. In ihrem sprachlichen Universum gibt es jedoch eine Reihe von Ausdrucksweisen, Wörtern und Metaphern, die typisch für das in der Serra do Arapuá gesprochene Portugiesisch ist. Im Allgemeinen unterscheidet es sich nicht von der Redeweise der anderen indigenen Völker im Nordosten.
Gegenwärtig studieren Pankará-Indianer über indigene Quoten an verschiedenen Universitäten des Landes Medizin, Zahnmedizin, Pharmazie und Krankenpflege.